# 川相昌弘
川相 昌弘（かわい まさひろ、1964年9月27日 - ）は、岡山県岡山市南区出身の元プロ野球選手（内野手・外野手、右投右打）、プロ野球コーチ。
現役時代は読売ジャイアンツ（巨人）、中日ドラゴンズで活躍。通算533本の犠牲バントは世界記録で、通算犠打成功率は9割を超えるなど「犠打職人」「バント職人」「バントの神様」の異名を持つ。ゴールデングラブ賞6回受賞の守備力を誇る遊撃手でもあった。2015年から2017年まで巨人に所属した川相拓也は次男。
愛称はしわが多く老け顔だったことから「ジイ」。

## 経歴

### プロ入り前
岡山市立第二藤田小学校、藤田中学校から岡山県立岡山南高等学校へ入学。硬式野球部の投手として、2年時（1981年）の夏に第63回全国高等学校野球選手権大会、3年時（1982年）の春に第54回選抜高等学校野球大会へ出場した。3年時春の選抜大会では、主将の立場でチームを率いながら、2回戦で早稲田実と対戦。敗れはしたものの、荒木大輔と互角の投手戦を演じた。しかし、夏の選手権岡山大会では、2年生の八木裕を4番打者に起用していた岡山東商との準決勝で敗れている。
ちなみに、岡山南高校硬式野球部の同期には本間立彦、1学年後輩には横谷総一がいた。横谷は、川相の卒業を機にエースの座を引き継ぐと、川相の卒業翌年（1984年）に阪神タイガースへ入団。内野手への転向・現役引退を経て阪神球団のフロントで要職に就いてからも、川相と親しく交流している（詳細後述）。
1982年のNPBドラフト会議で、読売ジャイアンツ（巨人）から4位で指名。投手として指名されたが、入団の直後に内野手へ転向した。入団当初の背番号は60。

### 巨人時代
1983年には二軍生活に終始。須藤豊二軍守備・走塁コーチ（当時）の熱心な指導によって、遊撃手としての才能が徐々に開花した。
1984年に守備力が王貞治監督の目に留まり一軍に初昇格。
1985年から守備要員として一軍に定着し、プロ初犠打を同年6月13日の対ヤクルトスワローズ12回戦（福井県営球場）の7回裏、阿井英二郎から決めた。
1986年も出場機会を増やしていたが、8月22日の大洋戦で中山裕章から死球を受けて左手首の亀裂骨折で戦線を離脱。オフには年俸650万円で契約を更改した。
1987年のリーグ優勝には内外野の守備固め要員として貢献した。日本シリーズで、秋山幸二の単打を捕球した中堅手ウォーレン・クロマティが緩慢な送球を返し、一塁走者の辻発彦に一気にホームインされたプレーの際に返球を受けていたのが川相であり、この試合が日本シリーズのデビュー戦だった。クロマティの動きに対する批判が多かったが、川相は「クロマティのプレーを頭に入れておかなかった自分のミス」と語り、悔しさを口にした。西武の三塁ベースコーチだった伊原春樹一軍守備走塁コーチも、川相が先頭の走者ではなく打者走者を見る癖があったのがポイントだったと語っている。後の1994年の西武とのオープン戦で、二塁走者だった川相は、次打者のセンターフライを佐々木誠が後ろ向きで捕球したのを見ると、猛然とタッチアップでスタートし、西武の緩慢な中継の隙を突いて本塁を落とし入れた。川相は後に、上記のプレーの反省が頭にあったと述べている。王監督時代、当時の巨人は引退した河埜和正の後を継ぐ遊撃手の定位置の座を、岡崎郁と西武から移籍した鴻野淳基の2人が争っていた。1987年オフには年俸840万円で契約を更改した。同オフに、勝呂博憲も入団し、遊撃手の競争は激しさを増していた。
1988年、それまでスイッチヒッターとして打席に立っていたが、開幕直前に本来の右打ち一本に絞る。この年は、7月7日の対中日戦で近藤真一からプロ入り第1号本塁打を放ち、2試合後の10日の対広島戦で右投手の長冨浩志から右打席で本塁打を放つ。オフには年俸1020万円で契約を更改した。
1989年、背番号を0に変更。巨人では球団史上初の0番であった。この年藤田元司が監督に復帰すると、岡崎がコンバートされ（鴻野も前年途中から外野でこの年から外野手登録）、勝呂がショートの開幕レギュラーだったものの打撃面で伸び悩み、逆に前年まで外野手での出場が6割を占めていたこともあった川相が台頭した。川相は持ち前の守備能力や確実性のある小技を磨き、絶対的な巨人の2番・遊撃の座を勝ち取った。しかし、8月31日、阪神のマット・キーオから死球を受けて右手親指を骨折し、リーグ優勝時は一軍登録を抹消されていた。その後、チームのリーグ最終戦となる10月13日に復帰し、日本シリーズは全試合スタメン出場した。結局、規定打席には届かなかったものの、自己最多の98試合に出場し、初のゴールデングラブ賞を受賞した。レギュラーを確保して初めての契約更改では、球団が当初提示した2400万円（その後2520万円とされた）を保留、2度目の交渉で2580万円で更改した。
1990年は、5月4日の広島戦でゴロに飛びついた際にグラブの中の左手親指付け根を捻挫し、一軍登録を抹消されてその後5月29日に復帰する。9月4日、阪神の和田豊の年間犠打記録56を抜き、プロ野球新記録を樹立。しかし、翌5日に中日の郭源治の投球を避けた際に、倒れて右肩鎖関節亜脱臼で全治2週間となり、またもリーグ優勝時は一軍登録を抹消されていた。その後、チームのリーグ最終戦となる10月10日に復帰し、日本シリーズは全試合スタメン出場した。このリーグ最終戦で自身初となる規定打席にも到達し、犠打記録を58に伸ばして打率.288を記録した。オフには年俸4300万円で契約を更改した。
1991年には66犠打を記録し、自身の年間犠打新記録を更改する（現在のプロ野球記録は、2001年に宮本慎也が記録した67犠打）。また、自身初めて100試合以上出場し、3年連続のゴールデングラブ賞を獲得する。2番打者、遊撃手としての地位を完全に確立した。オフには年俸5880万円で契約を更改した。
1992年は、8月1日に広島の佐々岡真司から死球を受けて右手小指の亀裂骨折（全治10日）で戦線を離脱し、8月21日に復帰する。しかし、9月26日には中日与田剛から死球を受けて退場し右手薬指の付け根を骨折する（この試合は川相が9回裏に退場したことで、延長戦でショートがいなくなり、セカンドの岡崎郁がショート、サードの原辰徳がセカンドに回った。岡崎はショートを、原はセカンドを、それぞれ現役最後に守った試合となった）。結局、残りのシーズンを棒に振り、規定打席には届かなかった。オフには、現状維持の年俸5880万円を保留したが、2度目の交渉でも金額が変わらずそのまま5880万円で更改した。
この時期について、藤田は、「楽をしたくなる気持ち（もあるであろう）自分自身と戦っている時間の長さが川相と普通の選手の違いになっている」「川相のような選手が多くなればチームは強くなる」など、巨人監督退任直後の自著『藤田前監督 巨人軍を語る』で賞賛している。
1993年からは長嶋茂雄が巨人監督に復帰したが、2番・遊撃として変わらずレギュラーで活躍。原辰徳ら他の主力選手が軒並み不調に陥る中で孤軍奮闘し4年連続でリーグ最多犠打を記録、打率もチームトップの.290を記録し、自身初の全試合出場を果たした。また、同年8月14日には中日の今中慎二からプロ入り初、自身の野球人生でも初というサヨナラ本塁打を放った。2年ぶりのゴールデングラブ賞も奪還した。オフには年俸9200万円で契約を更改した。
1994年も安定した活躍を見せ、2年連続となる全試合出場（自身初で現役唯一のフル出場も達成）と自身初となる打率3割を記録し、リーグ優勝に大きく貢献した。ゴールデングラブ賞に合わせて、こちらも自身初となるベストナインを受賞した。守備・打撃の両面で1990年代を代表する選手の一人にまで成長した。同年10月1日の対ヤクルト戦で決勝打を放ち、試合後のヒーローインタビューで自身の子供たちの名前（当時は二男一女）の名前を挙げて「パパ頑張ったよ」と声を張り上げて、話題となった。また、10.8決戦では、3回に安打で出塁した後に生還し決勝点となる得点を記録、9回にバックスクリーンを直撃する打球を放つが、インプレー（三塁打）の判定となり長嶋監督が猛抗議するも受け入れられず、結局この年の本塁打は0本だった。オフには、1度目の年俸交渉で1億1600万円を保留、2度目は1億3000万円を保留、3度目は1億4000万円を保留、4度目の交渉で1億4000万円で更改した。
1996年から1998年まで巨人の選手会長を務め、名実ともに巨人の顔となった。1996年には札幌・円山球場でプロ入り初の満塁本塁打を放ち、メークドラマの実現に大きく貢献した。しかし、長嶋監督が清水隆行を2番に据えるなど攻撃的な野球を標榜したため、7番や8番を打つ機会も増えてきた。元木大介や仁志敏久の台頭もあり、1997年が規定打席到達の最後のシーズンとなった。1998年には平野謙の記録を抜き、通算452犠打のプロ野球新記録を樹立した。
1999年には大型遊撃手の二岡智宏の加入により出場機会は減少したものの、守備要員・バント要員で依然チームに欠かせない存在だった。遊撃手での出場機会が大幅に減り、三塁手での出場が中心になった他、1988年以来11年ぶりに外野手としても3試合に出場している。
2000年より、同い年の石井浩郎の退団に伴って空いた背番号6に変更。しかし、二岡が完全にレギュラー遊撃手として固まり、江藤智の入団などもあり、2000年から2001年にかけては出場機会が代打や守備固めに限られていく。
2001年5月16日に阪神の井川慶から3年ぶりとなる本塁打を代打で記録し、5月23日には史上132人目となる1500試合出場も達成した。また、2001年には村田真一・槙原寛己・斎藤雅樹の3人が引退したが、川相は現役にこだわった。
2002年から原辰徳が監督に就任。原は巨人のレギュラーとして闘った旧知の仲であり、スタメンでの出場機会も増え、お立ち台に2度も上がるなど就任1年目でのリーグ優勝に貢献した。
2003年8月20日には東京ドームで通算512犠打を達成し、エディ・コリンズのMLB記録を超え、ギネス世界記録にも認定された。なお、この犠打を決めた時、川相の右足が打席から出ていた、という写真が『巨人軍5000勝の記憶』にも掲載された。
同年、シーズン終盤に原から一軍守備・走塁コーチ就任を打診され現役引退を表明。9月14日の引退試合では2番・二塁手としてスタメン出場、第3打席で中前安打を放ち、代走を送られて退いた。試合後は引退セレモニーが行われた。引退後は前述の通り一軍内野守備・走塁コーチ就任が内定していたが、直後に発生した原の辞任により、しばらく保留状態が続いた。混乱の後に球団から二軍内野守備・走塁コーチ就任を言い渡されたが、納得のできなかった川相は引退を撤回。球団からは「巨人では難しい」と返答され、他球団でのプレーを希望し10月6日巨人を退団した。
直後、元同僚の落合博満が監督に就任した中日ドラゴンズに入団テストを経て11月6日に移籍が決まった。

### 中日時代
自身と同じ遊撃手で、球団史上最多通算本塁打記録を持つ宇野勝がつけていた背番号7を与えられたことからも、川相に対する期待の大きさが窺える。
2004年は落合監督の「一芸に秀でている選手を起用する」という采配に合致する活躍を見せ、地味ながらも代打バント・守備要員として存在感を発揮。サヨナラヒットを2本打つなど、中日のリーグ優勝に大きく貢献した。移籍後初めて巨人戦に代打出場してバントを決めたことや、札幌ドームで佐藤宏志から本塁打を打ったことで、古巣・巨人の応援席を含めて球場全体から歓声が沸き起こったこともあった。同年の日本シリーズ第2戦では、9回表から主軸の立浪和義に代わる守備固めで三塁の守備に就き、無死無走者で赤田将吾が岩瀬仁紀から放ったゴロを一塁に送球した。
2005年、出場機会は減少したものの、守備に衰えが見えていた立浪に代わる三塁の守備固めや代打として活躍した。
2006年には球界初の「メンタルアドバイザー」に就任。コーチの肩書では会議に出席する必要があるので、あくまで相談役というポジションに落ち着いた。チームが勝っている試合で8・9回辺りから主に立浪の守備固めとして出場することが多かったが、荒木雅博の怪我などで5月には「2番・二塁手」としてスタメン起用された。しかし、森野将彦が怪我から復帰しスタメン獲得、立浪が代打要員となり、代走・守備要員として奈良原浩を金銭トレードで獲得、7月頃に荒木が復帰したことから出場機会がなくなり、球宴直前に登録抹消。その後は一軍に帯同しながら、メンタルアドバイザーとして裏方からリーグ優勝に貢献した。中日スポーツで毎週月曜日に「明日への送りバント」という題名で寄稿もしていた。
10月13日、翌年の選手契約を結ばない方針と一軍コーチ就任要請を球団から伝えられて現役引退を表明。翌年（実質的には同年オフのキャンプ時）から中日一軍内野守備走塁コーチに就任することも発表された。10月15日、ナゴヤドームでのシーズン最終戦の横浜戦は川相の引退試合として、2番・三塁手でスタメン出場。1打席目は安打、2打席目では送りバントを三塁線に決め、観客から大きな拍手が送られた。7回には1イニングだけ、慣れ親しんだ遊撃の守備にも就く。この日の犠打で通算533犠打となり、自身が持つ記録を更新。試合終了後はチームメイトから胴上げされ、挨拶では「24年間の選手生活の中で、中日での3年間が最高だった。日本シリーズを花道にしたい」と語った。日本シリーズでは第5戦に代打で登場。最後の送りバントを決め、有終の美を飾った。

### 現役引退後
2007年シーズンからは中日ドラゴンズ一軍内野守備・走塁コーチに就任。背番号は71。公式戦では一塁コーチボックスに立っていた。オープン戦では経験を積むため、三塁コーチボックスに立っていることもあった。2010年シーズンは二軍監督を務めるが、同年9月28日に突然の退団通告を受けた。
10月25日に翌2011年シーズンから古巣巨人で二軍監督を務めることが発表された。背番号は78。巨人には8年ぶりの復帰となった。超重量打線と呼ばれる巨人の打撃陣にも、積極的にバントをさせると宣言。その言葉通り、チームの犠打数は2010年の33から135と約4倍に、盗塁数も60から152と大幅に増加した。本塁打数はリーグ最少ながら、確率を求めた細かい野球によってチームを牽引した。12月9日、野球殿堂入り候補者名簿・プレーヤー部門に掲載される。2012年も二軍監督を務め、日本シリーズではコーチ登録されベンチ入りした（代わりに橋上秀樹一軍戦略コーチが登録から外れた）。
2013年シーズンより、巨人の一軍ヘッドコーチに就任。3月のオープン戦では、ワールド・ベースボール・クラシック準決勝に進出した日本を応援するため渡米した原監督に代わって、監督代行として指揮を執った。また、2014年5月5日と2015年4月15日から19日の合計6試合においても、欠場した原監督の代行を務めた。
2015年シーズンは途中、一軍内野守備・走塁コーチの勝呂に代わって三塁ベースコーチを務めたこともあった。
2015年10月にサンケイスポーツが巨人の後任監督として検討されていると報道されたが、実際には一軍打撃コーチ兼外野手の高橋由伸が現役を引退して監督に就任した。
2016年シーズンより、三軍監督に就任。
2017年、11月25日から台湾で開催されるアジアウインターベースボールリーグにおいて、NPBイースタン選抜の監督を務める。球団から、2018年シーズンの二軍監督への配置転換が発表された。
2018年、9月18日イースタン・リーグの優勝を達成（2015年からイースタン・リーグ4連覇達成）。10月7日、フェニックス・リーグの前日に球団からの解任が発表された。10月23日、11月1日付で「読売新聞スポーツアドバイザー」に就任することが読売新聞グループ本社から発表された。
2019年から2021年までは、日本テレビ、ニッポン放送、J SPORTSの野球解説者・スポーツ報知の野球評論家として活動していた。2019年には学生野球資格回復制度を利用し母校の岡山南高校の臨時コーチに就任した。
2021年には、2月1日から22日まで、阪神の一軍春季キャンプに臨時コーチとして参加。チームの弱点である内野守備やバントの技術を指導した。巨人のOBが長年のライバル球団である阪神の春季キャンプを臨時コーチの立場で指導することは異例だが、岡山南高校時代のチームメイトで、引退後も阪神球団でフロントの要職に就いている横谷からの打診が指導のきっかけになったという。このように阪神との縁ができたことから、サンテレビや朝日放送テレビなどが制作する阪神の主催試合中継にも、ゲスト解説者として随時招かれるようになった。
2021年11月15日、2022年よりファーム総監督として巨人に復帰することが発表された。背番号は再び78。この「ファーム総監督」は2022年度から新設されたもので、直接ユニフォームを着て指導を行うというものではなく、育成型チームの統括責任者的な役割として、二・三軍の選手に対する指導・助言を実施するものである。
2022年10月13日、2023年より一軍総合コーチに配置転換されることが発表された。　
2022年の一軍チーム守備率がリーグ5位だったのが、2023年シーズンはチーム守備率リーグ1位に改善した。
2023年10月16日、2024年より内野守備コーチに配置転換されることが発表された。
2024年シーズンのチーム守備率はリーグ1位を維持した。
2024年10月28日、2025年より二軍野手総合コーチに配置転換されることが発表された。

## 選手としての特徴
走塁に関しては、2桁盗塁を記録したことは1度もない。ただし走者として塁に出た時には、相手投手のクセを研究して、少しでも早くスタートが切れるように心掛けていた。
遊撃手としてゴールデングラブ賞6回受賞している。川相本人は「池山（隆寛）や野村（謙二郎）の方が上だよ」と語っており、「負けてたまるか」という気持ちでやってきたと述べている。
遊撃手以外には二塁手や三塁手、外野手としても出場しており、中日時代には一試合のみ一塁手も務めた。

### バント技術
犠打数のギネス記録保持者であり、バントの技術はプロ野球史上最高峰のレベルである。巨人でのレギュラー時代は2番打者として多くの犠打を記録し、レギュラーを外れた晩年は「ピンチバンター」として代打で登場し、誰もが送りバントと分かっている状況の中で成功を重ねた。2000年の日本シリーズ第5戦では「5番・DH」のドミンゴ・マルティネスに代わって代打で登場し、無死一・二塁の場面でバントを決めた。
通算の犠打成功率は9割を超えている。中でも47犠打を記録した1995年の失敗数は0である。
送りバントのコツとしては「割り切りが大事」「ここに転がすと決めたら、どんなボールが来てもそこに転がす」という気持ちの整理が重要だという。技術面では、目とバットの距離を変えないようにする（手先ではなく膝でバットをボールに合わせて、目とバットの距離を一定に保つ）ことが重要なポイントだと話している。
ちなみに、川相が記録してきた送りバントのほとんどは、自軍のベンチからのサインによるもので、自分で判断してバントしたケースは通算で10回あるかないかだという。また、過去に何度か「死んでも成功させる」という気持ちで打席に立ったことがあるという。

## 人物
巨人で一軍のヘッドコーチを務めていた頃の川相について、当時投手コーチだった川口和久は、コーチから退任した後に「こだわりがあって気配りもできて、なおかつ、相当ねちっこい男でもあった」と証言している。当時の川相は試合後のミーティングが長く、その日に起こったことはその日に分析しないと気が済まない性分であった。川口はこれを「とことんまで原因を突き詰め、改善策を立て、それを翌日からに生かそうという気持ちが強いんだ。たぶん選手時代から続けてきたことだと思う。努力の男だったからね。そうじゃなきゃ犠打の世界記録なんて作れない」と2018年9月の雑誌の記事で評している。
現役時代からダジャレが得意で、野球解説者に転じてからも、解説を担当する試合の中継でしばしば披露している。もっとも、川口によれば「ダジャレのセンスは寒い（非常に悪い）」とのことで、「熱帯夜には稲川淳二の怪談か川相のオヤジギャグだね（笑）」とも揶揄している。
一般的には人格者として評価されることが多いが、実は武闘派の一面もあり、現役時代に試合中ムシャクシャしたことがあるとベンチ裏の壁やロッカーに当たり散らすことが多かったという。そのため巨人のチームメイトからは、背番号0に引っ掛けて陰で「台風0号」というあだ名をつけられていた。
2000年代になってからセイバーメトリクスが浸透し始めてプロ野球では犠牲バントが減少しているが、そのデータをテレビ番組「戦え! スポーツ内閣」のゲストに招かれた際に見せられたことがある。川相自身は長い沈黙ののち「数値だけで判断はできない」と返答している。

## 詳細情報

### 年度別打撃成績
| 年 度      | 球 団      | 試 合 | 打 席 | 打 数 | 得 点 | 安 打 | 二 塁 打 | 三 塁 打 | 本 塁 打 | 塁 打 | 打 点 | 盗 塁 | 盗 塁 死 | 犠 打 | 犠 飛 | 四 球 | 敬 遠 | 死 球 | 三 振 | 併 殺 打 | 打 率 | 出 塁 率 | 長 打 率 | O P S |
| ---------- | ---------- | ----- | ----- | ----- | ----- | ----- | -------- | -------- | -------- | ----- | ----- | ----- | -------- | ----- | ----- | ----- | ----- | ----- | ----- | -------- | ----- | -------- | -------- | ----- |
| 1984       | 巨人       | 18    | 11    | 9     | 4     | 1     | 0        | 0        | 0        | 1     | 0     | 0     | 0        | 0     | 0     | 2     | 0     | 0     | 2     | 0        | .111  | .273     | .111     | .384  |
| 1985       | 巨人       | 35    | 27    | 23    | 1     | 5     | 4        | 0        | 0        | 9     | 3     | 0     | 0        | 2     | 0     | 1     | 0     | 1     | 4     | 0        | .217  | .240     | .391     | .631  |
| 1986       | 巨人       | 48    | 37    | 31    | 6     | 6     | 1        | 0        | 0        | 7     | 0     | 0     | 0        | 3     | 0     | 1     | 0     | 2     | 3     | 0        | .194  | .265     | .226     | .491  |
| 1987       | 巨人       | 58    | 49    | 38    | 8     | 8     | 4        | 0        | 0        | 12    | 0     | 0     | 0        | 5     | 0     | 4     | 1     | 2     | 7     | 1        | .211  | .318     | .316     | .633  |
| 1988       | 巨人       | 53    | 81    | 71    | 7     | 19    | 1        | 2        | 2        | 30    | 6     | 3     | 0        | 6     | 0     | 3     | 0     | 1     | 11    | 1        | .268  | .307     | .423     | .729  |
| 1989       | 巨人       | 98    | 381   | 319   | 40    | 81    | 9        | 5        | 5        | 115   | 28    | 6     | 4        | 32    | 2     | 23    | 0     | 5     | 46    | 4        | .254  | .312     | .361     | .673  |
| 1990       | 巨人       | 94    | 406   | 309   | 53    | 89    | 19       | 2        | 9        | 139   | 32    | 9     | 5        | 58    | 4     | 32    | 0     | 3     | 34    | 4        | .288  | .356     | .450     | .806  |
| 1991       | 巨人       | 126   | 562   | 439   | 53    | 110   | 17       | 2        | 2        | 137   | 36    | 8     | 0        | 66    | 2     | 49    | 0     | 5     | 56    | 6        | .251  | .331     | .312     | .643  |
| 1992       | 巨人       | 98    | 398   | 330   | 42    | 85    | 13       | 1        | 5        | 115   | 23    | 4     | 5        | 42    | 0     | 20    | 0     | 6     | 38    | 9        | .258  | .312     | .348     | .660  |
| 1993       | 巨人       | 131   | 553   | 462   | 58    | 134   | 23       | 2        | 5        | 176   | 35    | 2     | 10       | 45    | 2     | 43    | 0     | 1     | 64    | 9        | .290  | .350     | .381     | .731  |
| 1994       | 巨人       | 130   | 567   | 473   | 69    | 143   | 18       | 4        | 0        | 169   | 33    | 3     | 0        | 35    | 2     | 54    | 0     | 3     | 51    | 13       | .302  | .376     | .357     | .733  |
| 1995       | 巨人       | 108   | 467   | 371   | 51    | 97    | 13       | 0        | 2        | 116   | 19    | 3     | 3        | 47    | 0     | 47    | 0     | 2     | 47    | 12       | .261  | .348     | .313     | .660  |
| 1996       | 巨人       | 126   | 549   | 440   | 50    | 102   | 14       | 0        | 2        | 122   | 22    | 5     | 1        | 56    | 2     | 48    | 0     | 3     | 49    | 7        | .232  | .310     | .277     | .588  |
| 1997       | 巨人       | 124   | 507   | 416   | 68    | 120   | 21       | 2        | 6        | 163   | 25    | 2     | 3        | 45    | 2     | 39    | 0     | 5     | 40    | 6        | .288  | .355     | .392     | .747  |
| 1998       | 巨人       | 93    | 300   | 266   | 27    | 68    | 14       | 1        | 1        | 87    | 16    | 2     | 1        | 14    | 2     | 17    | 1     | 1     | 36    | 8        | .256  | .301     | .327     | .628  |
| 1999       | 巨人       | 82    | 186   | 149   | 19    | 44    | 1        | 0        | 0        | 45    | 14    | 0     | 2        | 19    | 0     | 17    | 1     | 1     | 12    | 3        | .295  | .371     | .302     | .673  |
| 2000       | 巨人       | 54    | 74    | 58    | 8     | 11    | 1        | 0        | 0        | 12    | 4     | 0     | 1        | 6     | 1     | 8     | 0     | 1     | 9     | 0        | .190  | .294     | .207     | .501  |
| 2001       | 巨人       | 73    | 64    | 52    | 6     | 15    | 3        | 0        | 2        | 24    | 5     | 0     | 0        | 10    | 0     | 2     | 0     | 0     | 11    | 0        | .288  | .315     | .462     | .776  |
| 2002       | 巨人       | 88    | 132   | 114   | 11    | 25    | 5        | 0        | 1        | 33    | 8     | 0     | 0        | 14    | 0     | 3     | 0     | 1     | 25    | 4        | .219  | .246     | .289     | .535  |
| 2003       | 巨人       | 72    | 90    | 80    | 5     | 19    | 3        | 1        | 0        | 24    | 3     | 0     | 1        | 9     | 0     | 1     | 0     | 0     | 10    | 3        | .238  | .247     | .300     | .547  |
| 2004       | 中日       | 80    | 34    | 23    | 4     | 6     | 0        | 0        | 1        | 9     | 3     | 0     | 0        | 6     | 0     | 4     | 0     | 1     | 4     | 2        | .261  | .393     | .391     | .784  |
| 2005       | 中日       | 69    | 24    | 17    | 1     | 5     | 2        | 0        | 0        | 7     | 6     | 0     | 0        | 7     | 0     | 0     | 0     | 0     | 5     | 0        | .294  | .294     | .412     | .706  |
| 2006       | 中日       | 51    | 29    | 22    | 0     | 6     | 0        | 0        | 0        | 6     | 1     | 0     | 0        | 6     | 0     | 0     | 0     | 1     | 6     | 0        | .273  | .304     | .273     | .577  |
| 通算：23年 | 通算：23年 | 1909  | 5528  | 4512  | 591   | 1199  | 186      | 22       | 43       | 1558  | 322   | 47    | 36       | 533   | 19    | 418   | 3     | 45    | 570   | 92       | .266  | .333     | .345     | .678  |

- 各年度の太字はリーグ最高、赤太字はNPB最高

### 表彰
- ベストナイン：1回（1994年）
- ゴールデングラブ賞：6回（1989年 - 1991年、1993年、1994年、1996年）
- JA全農Go・Go賞：1回（好捕賞：1993年6月）
- 東京ドームMVP：2回（1991年、1993年）
- セ・リーグ連盟特別表彰：1回（会長特別賞：2003年）※MLB記録を上回る通算犠打記録達成のため
- ヤナセ・ジャイアンツMVP賞：1回（1990年）
- ベスト・ファーザー イエローリボン賞 in 「プロ野球部門」（2009年）

### 記録
世界記録
- 通算犠打：533

初記録
- 初出場：1984年4月24日、対横浜大洋ホエールズ1回戦（横浜スタジアム）、8回裏に石渡茂に代わり遊撃手で出場
- 初先発出場：1984年5月24日、対阪神タイガース11回戦（後楽園球場）、8番・遊撃手として先発出場
- 初安打：1984年6月2日、対ヤクルトスワローズ7回戦（後楽園球場）、8回裏に鹿取義隆の代打で出場、宮本賢治から単打
- 初打点：1985年5月6日、対ヤクルトスワローズ6回戦（後楽園球場）、2回裏に大川章から適時二塁打
- 初犠打：1985年6月13日、対ヤクルトスワローズ12回戦（福井県営球場）、7回裏に阿井英二郎から投手前犠打
- 初本塁打：1988年7月7日、対中日ドラゴンズ16回戦（札幌市円山球場）、4回裏に近藤真一から左越ソロ

節目の記録
- 200犠打：1992年7月1日、対阪神タイガース17回戦（東京ドーム）、8回裏に弓長起浩から ※史上11人目
- 250犠打：1993年8月25日、対阪神タイガース22回戦（東京ドーム）、1回裏に仲田幸司から ※史上4人目
- 300犠打：1995年5月4日、対阪神タイガース3回戦（阪神甲子園球場）、1回表に山﨑一玄から一塁前犠打 ※史上3人目
- 1000試合出場：1996年4月7日、対阪神タイガース3回戦（東京ドーム）、2番・遊撃手で先発出場 ※史上329人目
- 350犠打：1996年5月6日、対広島東洋カープ4回戦（東京ドーム）、1回裏に近藤芳久から ※史上2人目
- 400犠打：1997年4月9日、対中日ドラゴンズ2回戦（東京ドーム）、1回裏に有働克也から投手前犠打 ※史上2人目
- 1000本安打：1997年10月8日、対ヤクルトスワローズ27回戦（明治神宮野球場）、1回表に石井一久から左前安打 ※史上187人目
- 450犠打：1998年7月19日、対ヤクルトスワローズ19回戦（東京ドーム）、8回裏にマーク・エーカーから投手前犠打 ※史上2人目
- 452犠打：1998年8月15日、対阪神タイガース19回戦（東京ドーム）、7回裏に吉田豊彦から投手前犠打 ※従来のNPB記録（平野謙の451犠打）を更新
- 1500試合出場：2001年5月23日、対ヤクルトスワローズ8回戦（東京ドーム）、7回裏に柏田貴史の代打で出場 ※史上132人目
- 500犠打：2002年7月25日、対阪神タイガース18回戦（阪神甲子園球場）、9回表に黒田哲史の代打で出場、マーク・バルデスから投手前犠打 ※史上初
- 512犠打：2003年8月20日、対横浜ベイスターズ25回戦（東京ドーム）、6回裏に川中基嗣の代打で出場、ドミンゴ・グスマンから投手前犠打 ※MLB記録（エディ・コリンズの511犠打）を更新

その他の記録
- オールスターゲーム出場：2回（1990年、1993年）

### 通算監督成績
6試合 5勝1敗 勝率.833
※巨人原辰徳監督が欠場した下記の試合の監督代行
- 2014年5月5日対中日ドラゴンズ9回戦（ナゴヤドーム）
- 2015年4月15・16日の対横浜DeNAベイスターズ4・5回戦（両日共に横浜スタジアム）、17～19日の対阪神タイガース4～6回戦（各日共に阪神甲子園球場）

### 背番号
- 60（1983年[3] - 1988年）
- 0（1989年[3] - 1999年）
- 6（2000年[3] - 2003年）
- 7（2004年[34] - 2006年）
- 71（2007年[34] - 2010年）
- 78（2011年[3] - 2018年、2023年[3] - ）

### 代表歴
- 2017アジアウインターベースボールリーグ：NPBイースタン選抜：監督[38]

## 関連情報

### 現在の出演番組
- ニッポン放送ショウアップナイター（ニッポン放送） - 中継解説者（不定期出演。土・日曜はJRN向け裏送りも担当）
- DRAMATIC BASEBALL（日本テレビ系列・BS日テレ・日テレジータス） - 中継解説者（不定期出演）

### 過去の出演番組
- 「バース・デイ」（TBS） - 中日コーチに就任したばかりの川相の奮闘ぶりが紹介された。
- 鶴光の噂のゴールデンリクエスト（2020年4月22日、ニッポン放送） - 自宅から電話出演
- スピードワゴンの月曜The NIGHT（2019年7月23日[55]、2021年3月23日[56]、ABEMA）

### 著書
- 『明日への送りバント』（2005年/KKロングセラーズ）ISBN 9784845420674
- 『勝つための言葉』（2008年/KKロングセラーズ）
- 『スモールベースボールを紐解く』（2011年/ベースボール・マガジン社）ISBN 9784583103501

### 関連書籍
- 『背番号0：闘志∞』吉田武著（1994年/ベースボール・マガジン社）
- 『バントの神様：川相昌弘と巨人軍の物語』赤坂英一著（2002年/講談社）
- 『巨人軍5000勝の記憶』（2007年/読売新聞社、ベースボールマガジン社）ISBN 9784583100296（参考文献：p.87ほか）
- 『ドラヨン：なぜドラフト4位はプロで活躍するのか？』（田崎健太著、カンゼン、2019年、ISBN 9784862555298）